# Агафон
Агафо́н (церк-слав. Агаѳѡ́нъ)— мужское русское личное имя греческого происхождения; восходит к др.-греч. Ἀγάθων — «добро, благо». В древнегреческой мифологии Ἀγαθός («Агатос») — один из эпитетов Зевса (в русском именослове наличествует ещё одно имя, образованное от того же греческого корня — Агафья, более позднее: Агата).
В христианском именослове имя Агафон соотносится с несколькими раннехристианскими святыми, среди которых — преподобный Агафон Столпник, пустынник, современник Макария Великого (вторая половина IV века — V век), папа римский Агафон (VII век) и другие.
На Руси имя Агафон относилось к достаточно распространённым именам, о чём свидетельствуют фамилии, образованные от различных форм имени: Агафонов, Гапонов и другие. К XIX веку это имя встречалось преимущественно в низших сословиях. А. С. Пушкин в комментариях к «Евгению Онегину» отмечал:
Сладкозвучнейшие греческие имена, каковы, например, Агафон, Филат, Фёдор, Фёкла и проч., употребляются у нас только между простолюдинами.
В пушкинском романе в эпизоде гадания Татьяны Лариной возникает прохожий с именем Агафон:
Чу... снег хрустит... прохожий; дева

К нему на цыпочках летит

И голосок её звучит

Нежней свирельного напева:

Как ваше имя? Смотрит он

И отвечает: Агафон.
То есть Татьяна на гадательный запрос об имени будущего жениха получает в ответ имя мужицкое, считавшееся в то время грубым, неблагородным. У современников Пушкина такое противопоставление вызывало комический эффект.
В XX веке имя фактически вышло из употребления. В статистических исследованиях частотности имён В. А. Никонова по некоторым регионам центральной России в 1961 году имя Агафон не встретилось ни разу; А. В. Суперанская и А. В. Суслова не отмечали это имя даже в числе редчайших имён.
Разговорные и народные формы: Агафоний, Огафоний, Огафон, Агапон, Гапон, Гафон.

## Именины
Православные именины:
4 марта, 15 марта, 10 сентября.